# Sâmera Alcides
Sâmera Ferreira de Almeida Alcides est une ancienne joueuse brésilienne de volley-ball née le 20 avril 1992 à Belo Horizonte. Elle mesure 1,86 m et jouait au poste de centrale. 

## Clubs
| Club              | De        | À         |
| ----------------- | --------- | --------- |
| Minas Tênis Clube | 2007-2008 | 2010-2011 |
| São Bernardo      | 2011-2012 | 2013-2014 |
| Paulínia Vôlei    | 2014-2015 | 2014-2015 |

## Palmarès
- Championnat du monde des moins de 18 ans
  - Vainqueur : 2009